# Clan Hōjō

Insigne del clan Hōjō

El Clan Hōjō (北条氏, Hōjō-shi) va ser una família de regents al Japó durant el Shogunat Kamakura procedents de la província d'Izu. Aquest clan descendia del clan Taira i de la família imperial.
Els Hojo eren els Shikken del shogunat Kamakura. Després de la mort de Minamoto no Yoritomo el seu nebot, Hōjō Tokimasa, es va convertir en el primer regent del clan.
Llista dels Shikken del clan Hōjō:
1. Hōjō Tokimasa (1138-1215)
2. Hōjō Yoshitoki (1163-1224)
3. Hōjō Yasutoki (1183-1242)
4. Hōjō Tsunetoki (1224-1246)
5. Hōjō Tokiyori (1227-1263)
6. Hōjō Nagatoki (1229-1264)
7. Hōjō Masamura (1205-1273)
8. Hōjō Tokimune (1251-1284)
9. Hōjō Sadatoki (1271-1311)
10. Hōjō Morotoki (1275-1311)
11. Hōjō Munenobu (1259-1312)
12. Hōjō Hirotoki (1279-1315)
13. Hōjō Mototoki (?-1333)
14. Hōjō Takatoki (1303-1333)
15. Hōjō Sadaaki (1278-1333)
16. Hōjō Moritoki (?-1333)

Personatges que van complir un rol important en el clan Hojo, sense ser Shikken:
- Hōjō Sanetoki
- Hōjō Masako